# Clanculus puniceus
Clanculus puniceus là một loài ốc biển, là động vật thân mềm chân bụng sống ở biển nằm trong họ Trochidae.

## Hình ảnh

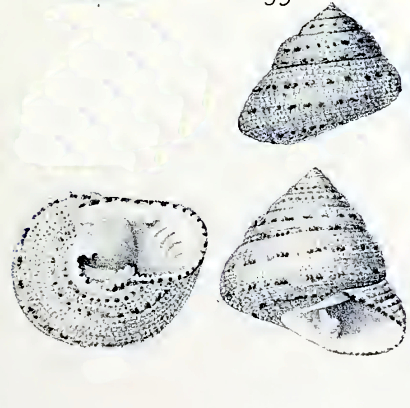